# Liste der Wappen der Gemeinden auf Madeira
Liste der Wappen der Gemeinden auf Madeira

## Kreis Calheta

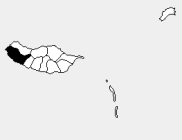
Kreis Calheta

| Gemeinde            | Wappen | Beschreibung | Gemeinde        | Wappen | Beschreibung |
| ------------------- | ------ | ------------ | --------------- | ------ | ------------ |
| Calheta             |        |              | Arco da Calheta |        |              |
| Estreito da Calheta |        |              | Fajã da Ovelha  |        |              |
| Jardim do Mar       |        |              | Paúl do Mar     |        |              |
| Ponta do Pargo      |        |              | Prazeres        |        |              |

## Kreis Câmara de Lobos

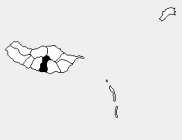
Kreis Câmara de Lobos

| Gemeinde                    | Wappen | Beschreibung | Gemeinde           | Wappen | Beschreibung |
| --------------------------- | ------ | --- | ------------------ | ------ | ------------ |
| Câmara de Lobos             |        | In Blau ein goldener Anker von zwei silbernen aufgerichteten zugewandten Seehunden begleitet. Über dem Schild eine silberne fünftürmige Mauerkrone. Im weißen Band am Schildfuß der Ortsname in schwarzen Buchstaben „CÁMARA DE LOBOS“. | Curral das Freiras |        |              |
| Estreito de Câmara de Lobos |        | | Jardim da Serra    |        |              |
| Quinta Grande               |        | |                    |        |              |

## Kreis Funchal

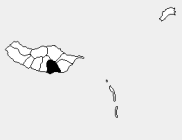
Funchal

| Gemeinde | Wappen | Beschreibung | Gemeinde | Wappen | Beschreibung |
| -------- | ------ | ------------ | -------- | ------ | ------------ |
| Funchal  |        |              |          |        |              |

## Kreis Machico

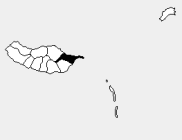
Kreis Machico

| Gemeinde               | Wappen | Beschreibung | Gemeinde      | Wappen | Beschreibung |
| ---------------------- | ------ | ------------ | ------------- | ------ | ------------ |
| Machico                |        |              | Água de Pena  |        |              |
| Caniçal                |        |              | Porto da Cruz |        |              |
| Santo António da Serra |        |              |               |        |              |

## Kreis Ponta do Sol

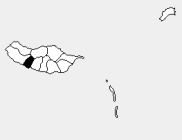
Kreis Ponta do Sol

| Gemeinde        | Wappen | Beschreibung | Gemeinde | Wappen | Beschreibung |
| --------------- | ------ | --- | -------- | ------ | ------------ |
| Ponta do Sol    |        | In Blau eine silberne Sonne mit Gesicht und rotem Mund und goldenen geraden und geflammten Strahlen. Über den Schild eine silberne viertürmige Mauerkrone. Im weißen Band am Schildfuß der Ortsname in schwarzen Buchstaben „PONTA DO SOL“. | Canhas   |        |              |
| Madalena do Mar |        | |          |        |              |

## Kreis Porto Moniz

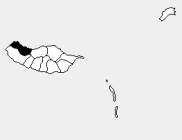
Kreis Porto Moniz

| Gemeinde          | Wappen | Beschreibung | Gemeinde        | Wappen | Beschreibung |
| ----------------- | ------ | ------------ | --------------- | ------ | ------------ |
| Porto Moniz       |        |              | Achadas da Cruz |        |              |
| Ribeira da Janela |        |              | Seixal          |        |              |

## Kreis Ribeira Brava

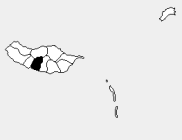
Kreis Ribeira Brava

| Gemeinde      | Wappen | Beschreibung | Gemeinde   | Wappen | Beschreibung |
| ------------- | ------ | --- | ---------- | ------ | ------------ |
| Ribeira Brava |        | In Grün balkenweise vier silberne fünfzackige Sterne über einem silbernen fünfzinnigen Turm mit geschlossenem Tor und zwei schwarzen Fenstern der über einem silbernen Fluss steht. Auf dem Schild ruht eine viertürmige Mauerkrone. Im weißen Band am Schildfuß der Ortsname in grünen Buchstaben „RIBEIRA BRAVA“. | Campanário |        |              |
| Serra de Água |        | | Tábua      |        |              |

## Kreis Santa Cruz

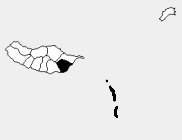
Kreis Santa Cruz

| Gemeinde         | Wappen | Beschreibung | Gemeinde               | Wappen | Beschreibung |
| ---------------- | ------ | --- | ---------------------- | ------ | --- |
| Kreis Santa Cruz |        | In Grün eine waagerechte zweiflüglige silberne Schiffsschraube über zwei silbern gewellten schmalen Balken. Ein goldener Reichsapfel mit rotgefassten goldenen Reifen schwebt über alles. Über den Schild eine silberne dreitürmige Mauerkrone. Im weißen Band am Schildfuß der Name in schwarzen Buchstaben für den Kreis Santa Cruz „FREGUESIA DE SANTA CRUZ“. | Santa Cruz             |        | In Gün ein silbernes Stufenkreuz von zwei goldenen Weinlaubblättern begleitet. Auf jedem Blatt liegt eine blaue Weintraube, die von einem Quinas bedeckt wird. Über den Schild eine silberne fünftürmige Mauerkrone. Im weißen Band am Schildfuß der Ortsname in schwarzen Buchstaben „SANTA CRUZ“. |
| Camacha          |        | | Caniço                 |        | |
| Gaula            |        | | Santo António da Serra |        | |

## Kreis Santana

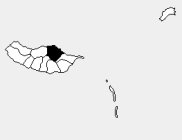
Kreis Santana

| Gemeinde  | Wappen | Beschreibung | Gemeinde           | Wappen | Beschreibung |
| --------- | ------ | ------------ | ------------------ | ------ | ------------ |
| Santana   |        |              | Arco de São Jorge  |        |              |
| Faial     |        |              | Ilha               |        |              |
| São Jorge |        |              | São Roque do Faial |        |              |

## Kreis São Vicente

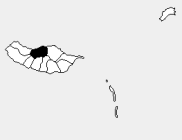
Kreis São Vicente

| Gemeinde      | Wappen | Beschreibung | Gemeinde   | Wappen | Beschreibung |
| ------------- | ------ | --- | ---------- | ------ | ------------ |
| São Vicente   |        | In Gold ein barfüßiger hersehender Heiliger mit rot-goldenem Mantel einen Palmwedel über die rechte Schulter haltend. Über den Schild eine silberne viertürmige Mauerkrone. Im weißen Band am Schildfuß der Ortsname in schwarzen Buchstaben „VILA DE S. VICENTE “. | Boaventura |        |              |
| Ponta Delgada |        | |            |        |              |